# Oakland, Nebraska
Oakland är en ort (city) i Burt County i delstaten Nebraska i USA. Orten hade 1 369 invånare, på en yta av 2,48 km² (2020). Jon Kyl, som representerade Arizona i senaten, är född i Oakland.
Den svenskamerikanske författaren Leonard Strömberg var verksam som metodistpastor i West Side Methodist Church från 1912 fram till sin död 1941.